# Trinle Gyatso
Trinley Gyatso, o Trinle Gyatso o Thinle Gyatso (26 gennaio 1857 – 25 aprile 1875), fu il dodicesimo Dalai Lama.

## Biografia
La sua breve vita coincise con un periodo di turbolenze e guerre tra i paesi vicini del Tibet. In particolare il Tibet soffrì dell'indebolimento della dinastia Qing che in precedenza aveva sostenuto il paese contro le pretese espansionistiche britanniche.
Nato nel Tibet occidentale, Trinley fu riconosciuto come incarnazione del Dalai Lama nel 1858 e intronizzato il 14 agosto 1860. Durante il periodo di tirocinio, il Tibet bandì gli europei dal paese a causa delle guerre condotte dai britannici contro il Sikkim e il Bhutan, paesi controllati in un certo grado dai lama di Lhasa. Queste guerre furono considerate come un tentativo di colonizzazione del Tibet, una cosa inaccettabile per i lama. Il Tibet cessò anche di riconoscere l'autorità del governo Manciù a causa dei continui tentativi dei missionari cristiani di entrare nel paese attraverso le vie d'acqua dei fiumi Mekong e Salween.
Trinley Gyatso ascese ufficialmente al trono l'11 marzo 1873 ma non poté esercitare la piena autorità a causa di una misteriosa malattia che lo uccise nella primavera del 1875.